# زبان توروالی
زبان توروالی زبانی‌است از شاخهٔ زبان‌های داردی که در بخش‌های سوات و کوهستان در خیبر پختونخوای پاکستان گویشورانی دارد. توروالی‌زبانان از تیره‌های بومی منطقه‌اند و پیرامون ۹۰هزار گویشور این زبان (برآورد سال ۲۰۱۱ میلادی) در دهکده‌های پراکنده در ارتفاعات دور از دسترس می‌زیند.